# Оштрач
Оштрење ножа је процес оштрења ножева или сличног алата брушењем о тврду, грубу површину, обично камен, или флексибилну површину са тврдим честицама, као што је брусни папир. Поред тога, кожни каиш (за бријање), или каиш, често се користи за исправљање и полирање ивица.

## Преглед
Што је мањи угао између сечива и камена, то ће нож бити оштрији, али је потребна мања бочна сила да се ивица савије или одсече. Угао између сечива и камена је ивични угао – угао од вертикале до једне од ивица ножа, и једнак је углу под којим се сечиво држи. Типични  углови су око 20° (што чини угао од 40° на ивици).  Угао ивице за веома оштре ножеве може бити само 10 степени (укупни угао од 20°). Ножеви који захтевају чврсту ивицу могу се оштрити на 25° или више.
Различити ножеви се различито оштре у зависности од геометрије ивица и примене. На пример, хируршки скалпели су изузетно оштри, али крхки, и углавном се одлажу, а не оштре, након употребе. Равни бријачи који се користе за бријање морају сећи са минималним притиском, па стога морају бити веома оштри са малим углом. Они се обично оштре свакодневно или чешће. Кухињски ножеви су мање оштри и углавном секу сечењем, а не само притискањем. Са друге стране, секира за сечење дрвета је мање оштра и првенствено се користи за цепање дрвета и може се поново брусити, али се неће свакодневно оштрити. Уопштено, али не увек, што је материјал за сечење тврђи, то је већи (тупљи) угао ивице.
Састав камена утиче на оштрину сечива (финије зрно, обично, мада не увек, производи оштрије оштрице), као и састав сечива. На пример, западни кухињски ножеви су обично направљени од мекшег челика и имају угао ивице од 20–22°, док су источноазијски кухињски ножеви традиционално од тврђег челика и имају угао ивице од 15–18°. Кухињски ножеви у западном стилу су углавном у распону од 52–58 на Роквел скали, што означава релативну тврдоћу материјала.

## Метод
Оштрење ножа се одвија у неколико фаза, од најгрубље (најдеструктивније) до најфиније (најосетљивије). То се односи на ефекат или алат. Фазе оштрења су, према ефектима:
1. оштрење: уклањање метала да би се формирала нова ивица
  1. грубо оштрење (користећи или водено камење, уљано камење или брусни папир средње величине у веома оштрој методи оштрења)
  2. фино оштрење (користећи исте алате као горе, али ситније грануле)
2. исправљање: исправљање постојећег метала на сечиву, али не уклањање значајних количина метала
3. полирање: не мења значајно ивицу.
  - уместо померања ножа уз равну кожну траку напуњену финим абразивом, нож се држи мирно, а кружни точак од тканине се помера уз нож.

Назване по алатима, исте три фазе су:
1. брушење на брусном точку или брушење на брусном камену
2. коришћење челика за брушење
3. полирање, на каишу за бријање или полирање на точку

### Оштећење оштрице
Сечива се првенствено оштећују извијањем – силом притиска, услед притискања у тврди предмет, као што је кост, лед или тврда даска за сечење – и савијањем, услед бочног притиска. 
Оштрице се такође могу оштетити ако их нагризе киселина (као код сечења лимуна или парадајза) или високе температуре и корозивне хемикалије у машини за прање судова.
Ако се нож користи као стругач, или наиђе на тврде честице у мекшим материјалима, може доћи до бочног оптерећења на врху, што ће узроковати оштећење при савијању. 
Оштећење сечива се избегава:
- коришћењем одговарајућег сечива за материјал – тање сечиво за деликатнији рад и дебље сечиво кад год тање сечиво није потребно
- коришћењем меке површину за сечење,
- равно сечење, без померања са стране на страну,
- тренутно чишћење,
- подмазивање

### Преглед и провера
Оштрина сечива се може проверити на више начина.
Визуелно, веома оштар нож има ивицу која је премала да би се видела голим оком; може чак бити тешко или немогуће фокусирати је у микроскопу. Облик ивице може се истаћи ротирањем ножа и посматрањем промена у рефлексији. Урези и увијене ивице се такође могу видети, јер искривљена ивица пружа рефлектујућу површину, док ће правилно исправљена ивица бити невидљива када се гледа директно. 
Додиром, сечиво се може проверити тако што се палцем пређе преко сечива (управно на ивицу – не дуж). Оштра оштрица ће имати јасну ивицу, попут угла, и може благо "певати" од вибрација, док ће тупа оштрица имати округлу ивицу и палац ће клизити преко ње.
Оштрина сечива се може тестирати провером да ли „гризе“ — почиње да сече тако што се повлачи по предмету без притиска. Може се користити нокат палца  уз ризик од посекотине или ивице листа папира. За кухињске ножеве се може користити разно поврће за проверу, посебно шаргарепа, парадајз или краставац. Приликом тестирања на овај начин, сваки урез се осећа као препрека.

## Брушење
Брушење се обично врши неком врстом камена за оштрење. Камење за оштрење долази са грубим и финим зрном и може се описати као тврдо или меко у зависности од тога да ли се зрна ослобађају од камена током употребе. Многи извори природног камења постоје широм света; неки типови познати у античком свету се више не користе због исцрпљености ранијих ресурса или бољих алтернатива. Арканзас, САД је један од извора за брушење камења, које се традиционално користи са водом или уљем за брушење. Индија је још један традиционални извор камења. Керамички брусеви су такође уобичајени, посебно за фину гранулацију. Јапанско водено камење (и вештачко и природно) има веома фино зрно. Пре употребе, они се натапају у води, а затим се повремено испирају водом како би се смањио губитак енергије на трење и како би се спречило да материјал запуши поре камена.   Мешавина воде и изгребаног камена и материјала ножа је позната као каша, која може помоћи при полирању ивице ножа и помоћи при оштрењу сечива. Постоје и обложени брусеви које имају абразив, понекад дијаманте, на бази пластике или метала.
Дијамантско камење може бити корисно у процесу оштрења. Дијамант је најтврђа природна позната супстанца и као таква може се користити за оштрење скоро сваког материјала.  Алтернативно, оштрице од волфрам карбида се могу користити за оштрење ножева.

## Челични оштрачи
Челични оштрач је врста каљене цилиндричне шипке која се користи слично камењу за брушење. На пример, челични оштрач за месаре је округла турпија са зупцима или је глатка, полирана челична шипка,  а такође је користан за брушење тек завршене ивице. Намењени су ножевима од меког челика који се оштре неколико пута дневно, али нису погодни за данашње тврђе челике за сечиво. Сада су доступни дијамантски челици који имају индустријску дијамантску превлаку и могу уклонити метал сечива као и исправити, па када се правилно користе, могу поново профилисати нож уместо да само брусе.

## Полирање
Завршни корак се обавља кожним каишем, било чистим или импрегнисаним абразивним једињењима (нпр. хром (III) оксид или дијамант). Уклања мало или нимало металног материјала, али производи веома оштру ивицу било исправљањем или врло благим преобликовањем ивице. Скидање може довести донекле оштру оштрицу у стање "као ново".

## Стањивање
Стањивање чини оно што име сугерише – чини нож тањим него што је био. Ово се примењује да би се омогућило да новија геометрија ножа лако прође кроз материјал. Обично се ради за кухињске ножеве. Тврђи челици могу постати тањи ако иду под мањим углом (око 3-5 степени), док се дебљи челици могу истањити за око 2-3 степена мање од уобичајеног угла оштрења. Ово је мала промена, али чини драстичну разлику. 